# محافظة مانوس
محافظة مانوس هي أصغر محافظة في بابوا غينيا الجديدة وتبلغ مساحتها 2100 كيلومتر مربع، ولكن مع أكثر من 220,000 كيلومتر مربع من المياه. عاصمة مقاطعة مانوس هي لورينغاو ويبلغ إجمالي عدد سكانها 60485 نسمة (تعداد عام 2011).